# 機動戦士ガンダム アグレッサー
『機動戦士ガンダム アグレッサー』（きどうせんしガンダム アグレッサー）は、万乗大智による日本の漫画。小学館の月刊少年漫画雑誌「週刊少年サンデーS」にて2014年12月号（2014年10月発売）から連載中。
テレビアニメ『機動戦士ガンダム』の世界観を元にした作品で、一年戦争後期に、ジオン公国からの亡命兵で構成された地球連邦軍アグレッサー部隊を主役とした物語。現代の各国空軍に実在するアグレッサー部隊は仮想敵国の装備・戦術を模して自国軍の訓練相手となる役割であるが、本作では祖国の敵側に寝返って最前線での実戦に従事している。連載開始となった2014年12月号には主人公が搭乗する機体「BPR-072 レッドライダー」のTCGガンダムトライエイジ用カードが付属した。

## あらすじ
ジオンからの亡命兵で構成された通称「アグレッサー部隊」はジャブローに近い区域で任に着いていた。アグレッサー部隊に所属しているチェイス・スカルガード伍長はパトロール中に撃墜されたサノ・カオリ率いる技術部隊の輸送機を発見し、ジオン軍との戦闘のさなかに輸送機に積まれていた試作機「レッドライダー」に乗り、これを撃退することに成功する。正規パイロットが襲撃時に死亡したため、レッドライダーはジャブロー移送まで暫定的にチェイスに任されることになった。移送中は民間人を盾にしたダイアン・ノイス配下のジオン部隊と交戦し市街戦となるも、サノや技術部隊のエルザ、恩師のハイウェイ、ローストンの戦車中隊とともにこれを退けている。
その後連邦軍から調査のためレッドライダーの開発元である「グレイブ・ファントム」が派遣される。サノとエルザがかくまっていたレッドライダーのテストパイロットの捜索が目的だった。レッドライダーのテストパイロットには不法に集められた子供たちを薬物などで強化し、使い捨てにしていたのだった。グレイブ・ファントムで使い捨てにされそうになっていた子供をかくまったことでアグレッサーはグレイブと衝突することになったものの、ジオンの奇襲に見せかけてこれを退ける。しかし直後にジオンのジャブロー侵攻作戦が開始され、ジャブロー近郊にてジオン軍時代の同僚でもあるマクシミリアン率いるグリフォン隊と遭遇する。チェイスは整備不良のレッドライダーでどうにか撃退することに成功するも、グリフォン隊の目的はジャブローの直接侵攻ではなく、ジャブロー内のマップデータ入手のために撤退する連邦兵の中にスパイを紛れ込ませることであった。
スパイとしてジャブローに潜入したマクシミリアンの娘ミリア・シェルは、チェイスが書き残していた一年戦争開戦時の真実、チェイスらが亡命に至った理由を見つける。チェイスたちがジオンを裏切り連邦に降ったわけでないことを知り葛藤をしつつもジャブロー内で核爆発を起こす任務を行うためにコウノトリ作戦を遂行するが、ハイウェイの捨て身の防衛により失敗に終わる。養父であるマクシミリアンを救うべく、ダイアン・ノイスもコウノトリ作戦を阻止するためドム・トローペンでジャブロー降下部隊に参加したもののレッドライダーに撃破され、目の前でマクシミリアンの死を見届けることになる。
アグレッサーはジャブロー近郊での働きが連邦軍本部に認められ、技術部隊と合流しレッドライダーを正式装備としたうえで第23独立艦隊の指揮下に編入され、ホワイトベース単艦からなる第13独立艦隊に続く、第3次おとり部隊として宇宙へ向け飛び立った。目的地はサイド2経由でソロモン攻略戦へ参加することであり、グラナダからソロモンへの応援艦隊を引き付ける囮であった。
一方、ダイアン・ノイスはマクシミリアンを失い失意の中にあったものの、マクシミリアンの遺言からハイウェイ脱走の真実とダイアン自身も知らぬプロジェクト「トゥーム・ストーン」なるものが親衛隊内部で画策されていることを知り、真相を探るため宇宙へ上がる決意をする。
地上で軍上層部がかき集めた文化遺産を宇宙へ運ぶためヤロスラフ中佐が艦長を務めるザンジバル級アナスタシアが地球から打ち上げられようとしており、ノイスもこれに同乗する。宇宙へ上がった直後にアナスタシアに第23独立艦隊の追撃命令が下り交戦状態になる。
第23独立艦隊はヤロスラフ中佐の策にはまる指揮官の無能さ、ドワッジでレッドライダーを引き付け戦力を分散させたノイスの手腕が相まって、指揮官負傷を含む大きな損害を受ける。最終的には途中から戦術指揮を引き継いだサノ・カオリによって、ホワイトベースの撃破したキャメル艦隊のデブリに誘導してアナスタシアへダメージを与えることで相手の撤退を誘導し、全滅だけは免れた。
大損害を受けた第23独立艦隊は指揮官の後退と補給を受けサイド2へと向かう。サイド2へ向かい道中、暗礁宙域に入り込むが、そこには親衛隊サイラス少佐から命を受けたスナイパーのタイタス中尉単騎による罠がしかけられており、第23艦隊は再び大損害を被る。サノ・カオリの指揮とチェイスの奮戦で、どうにかタイタス中尉を撃破。ここにきてようやく第23独立艦隊の連邦軍士官たちもサノ・カオリとアグレッサー部隊の能力を認めるのだった。
その頃、ノイスはプロジェクト「トゥーム・ストーン」を探るため、アナスタシアから親衛隊のサイラス少佐率ムサイに移乗する。ノイスが「トゥーム・ストーン」をキシリアに報告することを示唆したため、サイラスはノイスの暗殺を実行するが失敗。サイラスは暗殺者を返り討ちにしたノイスに反乱の汚名を着せる。ノイスはかつてのチェイスをそう仕向けた時のように、今度は自身がジオンからの脱走者となるのだった。

## 登場人物

### アグレッサー部隊関係者
チェイス・スカルガード
階級は伍長。成り行きからレッドライダーに搭乗し、以後正式パイロットとなる。ジオン親衛隊に反乱分子と看做され処刑されるところをハイウェイと共にサイド6経由で連邦に政治亡命した。ジオン親衛隊のダイアン・ノイスとは亡命時に追跡されたことから因縁がある。
以前は文字通りのアグレッサー（仮想敵機）部隊として連邦軍MSパイロットの教官やザクに搭乗してジャブローでのジムの対戦相手を勤めていた。
幼い頃、テロリストによるシャトルジャック事件で父を亡くし、ハイウェイに救われて以来、ハイウェイを信奉している。一年戦争開戦以前からMS開発の試験パイロットとして軍のMS教導隊に引き渡す前のMSの機動限界にも近い試験に携わっており、開戦時点で既にMS操縦に関してはベテランであった。宇宙に上がってからはボールK型にも搭乗する。
ハインツ・ハイウェイ
階級は軍曹。アグレッサーの戦車部隊を指揮するチェイスの恩師。ジオン軍で階級が中尉であったため、今でもチェイスは「中尉」と呼ぶことがあり、繰り返し訂正させている。
テロリストによるシャトルジャック事件で顔に傷を負い、息子を亡くすが、幼いチェイスを救うことになる。
「軍人は政府ではなく、民衆に忠誠を誓うべき」という信念を持つ。ブリティッシュ作戦でのジオン軍によるスペースノイド虐殺に異を唱えたため親衛隊に処刑されそうになり、親代わりに育てたチェイスと共に連邦に政治亡命する。61式戦車、ガンタンクに搭乗。
ルウム戦役においては、サノ・カオリの父親の乗る艦をチェイスと共に撃沈している。
サノ・カオリ
階級は少尉。ジャブローからの特命でレッドライダーの試験運用を行うことになっていたが、ジオンに急襲され予定の試験パイロットや技術陣の大多数が死亡。アグレッサー部隊に助けられた。
以前にサイド6でジオンからの亡命を手助けする任務にも就いていたことがあり、その時にチェイスに何度も命を救われている。このこともあって、レッドライダーをアグレッサー部隊に託す。
父も連邦軍の艦長であったが、ルウム戦役においてチェイスとハイウェイに艦を撃沈され亡くしている。そのことでチェイスとハイウェイとの最初の出会いでは銃を突きつけることになるが、戦闘行為の上でのこととして納得する。アグレッサー部隊が宇宙へ上がったのちに、艦隊の戦術担当となり、非常時に艦隊の指揮を執ることもあった。
ダグラス・トランブル
階級は大尉。アグレッサー中隊の中隊長。元ジオン兵ではない。
かつてはエルラン中将の部下であり、エルランがジオンに内通していたことが露見。部下だったトランブルも出世の道を絶たれて、アグレッサー中隊に異動してきたという経歴もあって、自分の出世のことしか頭に無い。
エルザ
レッドライダーの技術主任。ただし、技術部に配属されて3日目であり、本来の技術主任や他の技術部員は襲撃の際に戦死している。補給部品が不足しがちなレッドライダーの稼働状態を他機種の部品流用などで維持したり、ジオンの技術を参考にした独自装備を開発するなど技術力は高い。
実はサイド6政府からのスパイであり、MS製造技術についての諜報活動を行っている。
ロッコ
アグレッサー中隊の兵士。戦争のドサクサに紛れて地球に降り、隠れ住んでいたが不法移民として囚われてアグレッサー中隊に送られた。普段は軽口を叩き、真面目さはうかがえないが、妻子を守るために戦う。グリフォン帯に包囲された部隊を救出する際に浮橋設置の指揮を執った。味方を渡らせたのち浮橋を爆破して自身も退却しようとしたが爆破装置を作動させる前に撃たれる。チェイスに助けられるが撤退中に自分が犯罪を犯して逃亡してきたのだと告白して戦死した。
グラント
アグレッサー中隊の兵士。宇宙に上がってからボールのパイロットとなる。口数が多い。

#### その他連邦兵
ローストン
03中隊の士官で、階級は大尉。61式戦車に搭乗する。当初はアグレッサー部隊を快く思っていなかったが、軍人としてはまっとうな人物であり、防衛戦での奮闘を見て考えを変え、感謝の意を伝える。その後アグレッサーに好意的に接し、グレイブ排除時における共闘や宇宙に出立するアグレッサー部隊の見送りを行った。
ヒギンズ
中央情報司令部の中佐だが、その正体はサイド6のスパイ。ジオンによるコウノトリ作戦を利用しようとし、トランプルを射殺。カオリに手にかけようとするが、自身が誤射して死んだと思っていたエルザに射殺される。死後、エルザの保護のためにサノにより事実は隠蔽され、ジオンのスパイとして処理される。

### 第23独立艦隊
第3次囮部隊として、サイド2経由でグラナダ侵攻が目的であるとジオンに欺瞞させ、グラナダからソロモンへの応援艦隊をくぎ付けにすることを目的とする艦隊。
ウォーカー
艦隊指揮官で、階級は中佐。艦隊旗艦マゼラン級「ゼピュロス」の艦長を兼任する。
アグレッサー部隊を信用しておらず、用兵家としても凡庸。後手を踏み、悪手を打ってヤロスラフ中佐の用兵に翻弄され、負傷する。
ジェンマ
階級は少佐。負傷したウォーカー中佐に代わって、ゼピュロス艦長と艦隊指揮を引き継ぐ。ウォーカー同様にアグレッサー部隊を信用していなかったが、タイタス中尉との戦いを経て、ようやくアグレッサー部隊を認めるようになる。
バズ・ガント
ジム隊の隊長で、階級は中尉。ジャブローの民間人用宿舎に妻と娘（メアリー）が暮らしている。
チェイスとは開戦数か月前の連邦・ジオン親善射撃大会で優勝を争っており（当時は少尉）、チェイスが人質（の標的）を撃ったことで減点となり、結果的に優勝している。チェイスのその行為に納得がいかず、再会後も良い印象を抱いていない。
カチュア
バズの部下のジム2番機（コードネームは「パニッシャー2」）のパイロットで紅一点。前髪を伸ばして左眼を隠している。勝気な性格。

### グレイブ関係者
グレイブ
「レビル将軍信奉者の高官」とされる謎の人物。新型モビルスーツ「ペイルライダー」の開発計画を進める。元は『機動戦士ガンダム外伝 ミッシングリンク』の登場人物で、そちらでは「グレイヴ」表記。
ターニャ
戦災孤児の子供。薬物、外科手術などにより身体強化されており、リミッターを外した場合に一般人の耐性を超える機動性を発揮するレッドライダーのテストパイロットの1人。レッドライダーがチェイスに預けられる前にサノ・カオリに見つかり、以降は匿われていた。
ターニャ同様に戦災孤児が多数集められ、レッドライダー/ペイルライダーの試験パイロットとして使い捨てにされている。
グレイブ・ファントム
グレイブの実行部隊。階級章や部隊章は身に着けておらず、戦争犯罪者などを集めた懲罰部隊の意味合いも持つ。名前も偽名、コードネームであり本名は別にある。
ハングマン
味方を犠牲に敵前逃亡した上官殺害の経緯を持つ。スマイリー、スノーマンの監視役を兼ねていたがグレイブの裏事情も知り過ぎていたため、ターニャを連れサイド6へ政治亡命するというエルザの提案に乗る。
地球降下作戦時に破棄され、書類上からも抹消されていたザクをチェイスに提供する。
書類上はスマイリーらと所属不明のザクとの交戦で戦死したことになっている。
スマイリー
過去に民間人の女性と子供を殺害したが、軍法会議では実刑を受けずグレイブ・ファントムに転属した。
他人をいたぶるのが好きなサディストであり、女性捕虜を拷問し時には殺害することが多々あったため、チェイスは彼を殺人鬼と評した。ターニャ回収のためにサノ・カオリに拷問を行うも耐える彼女を研究所に連れ帰り、更なる拷問を加えようとしていたが、途中でハングマンが提供したザクに乗るチェイスと交戦する。
かつては、チェイスにMS戦技を教わっており、卒業試験時のデモンストレーションではザクに乗るチェイスをジムで圧倒した経験を持つ。だが、これは卒業生に配慮して手加減するようチェイスが命じられていたためだった。
前述の民間人殺害に激怒したチェイスに命乞いをするが無視され、ザクのヒートホークでジムの前部装甲ごと斬殺された。
スノーマン
MSトレーラーを運転するスマイリーの相棒。スマイリーとの会話で人身売買などを行っていることをほのめかしていた。
サノ・カオリを人質にしようとしたが、ハイウェイの長距離狙撃によって頭を撃ち抜かれて死亡。
リム・バーゲンホルム
女性、博士、技術大佐。ペイルライダー計画の中心人物の一人で、レッドライダーの設計者。
第23独立艦隊編成時にアグレッサー部隊の技術主任として赴任してくる。
クルーガー
第23独立艦隊編成時にアグレッサー部隊に転属してくる。階級は伍長。強面だがクールな一匹狼。ボールに搭乗し、キャノン砲1発でザクIIを仕留める腕をもつ。同じボール部隊のグラントからは「フランケン」のあだ名で呼ばれる。
レッドライダーの正規のメイン・パイロットとしてグレイヴから送り込まれるが、チェイスの不在時にのみ搭乗する。右のこめかみと左腕にソケットがあり、リムによる診察時に機器とケーブルで接続する。

### ジオン公国軍
ダガー
ダガー隊の隊長で、階級は大尉。グフを乗機として、レッドライダーとたびたび対戦する。
ダイアン・ノイス
キシリア・ザビ直属の親衛隊女性士官で、階級は少佐 。「ジオンの目」と称される。
胎内宇宙線被曝により、生来視力を失っているが、人の感情を感知することで、人の存在や行動を察知できる能力を持つ。これはMS搭乗時にも活かされ、「殺気」として射線を捕らえることで射撃される直前に回避運動を開始できる。
マクシミリアンが養父となっており、幼いころにマクシミリアンから与えられたゴーグル状の義眼（元は軍用技術で映像信号を脳に直接伝達させる装置）を常時付けている。
養父であるマクシミリアンを守るためにハイウェイとチェイスの反逆罪のみを強調した。ルウム戦役直後に拘束するためハイウェイとチェイスの許を訪れるが、結果としてそれが元原因となって2人は政治亡命をすることになり、2人をサイド6まで追撃する。
別命でキャリフォルニアベースに赴任した際、チェイスらがアグレッサー部隊にいることを知る。搭乗機はザクII F型、ドム・トローペン、 ペズン・ドワッジ。
ヤロスラフ
ザンジバル級機動巡洋艦「アナスタシア」の艦長で、階級は中佐。眼鏡、ロシア帽、手巻き式の腕時計、そして艦内でもパイプを愛用している。ダイアンに「「黒衣の狩人」と肩を並べる用兵家」と言わしめるほど、戦略に優れる。
サイラス
情報局長代理の「親衛隊長」とされるが、ダイアン曰く「はじめて見る顔」。常に冷静沈着で、作戦に失敗し死亡した部下を容赦なく「役立たず」呼ばわりする。世界各地の文化遺産とされる荷物をサイド2へ輸送する任務の指揮を執る。専用の白いリック・ドム（RS型）に搭乗する。
タイタス
MSパイロットで、階級は中尉。神話的で詩的な独り言が多い。20年前の幼少期から北欧地帯で狩猟をおこなっており、狙撃に長ける。
ジオン公国による宣戦布告直後の1月4日、ザクIIに搭乗しサイド2から脱出した病院船の狙撃を命令される。一時は拒否するが上官からの、偽装船であり乗っているのは連邦兵という情報を信じて実行するも、爆発の中に母子ら民間人の姿を見る。実際にはサイド2から逃れた船はすべて抹殺せよという命令が下されていたが、「私の放つ銃弾は力なき者に使う」という過去の誓いを汚されたことから上官を襲い殺しかける。軍事裁判にかけられる直前、狙撃手としての腕を惜しんだサイラスの計らいにより復員し、フラナガン機関に転属となる。しかし、本人は殺害した民間人の幻影を見続けており、戦場で「審判者」と出会い、名誉ある死を選ぶことを望む。
その後、サイラスの命によりサイド2へ向かうルートに単身待機し、「ゴースト」と名付けたザク・フリッパーに搭乗して超長距離から第23独立艦隊を狙撃する。自分の位置を見つけ、ボールK型1機で立ち向かうチェイスを「審判者」と認め、死闘を繰り広げるが敗れ、チェイスに看取られながら死亡する。
ホルスター
ムサイ級「ロイメル」の乗員で、階級は少尉。サイラスの命により、休眠カプセルに入っているダイアンを暗殺しようとするが、返り討ちに遭い宇宙に放り出される。

#### グリフォン隊
かつてチェイス、ハイウェイが所属していた部隊。グリフォンの部隊エンブレムをMSに記している。部隊のモットーは「名誉と共に生き、威厳とともに死を」。
マクシミリアン
グリフォン隊の隊長で、階級は大尉。ハイウェイと並ぶ戦術家。「死のダンス」と呼ぶ複数機のMSのコンビネーションで、レッドライダーに乗るチェイスを苦しめる。
妻は亡くしているが娘が1人いる。チェイス、ハイウェイとは元同僚で、ダイアン・ノイスは幼少の頃より面倒を見ていた。
ブリティッシュ作戦の情報を事前に入手し、民間人を虐殺することに反意をおぼえて連邦に情報を流そうとしたこと、さらに「トゥーム・ストーン」の情報をキャッチしたことで親衛隊に目を付けられ排除されかかったが、ハイウェイがその意思を汲んで脱走し、さらにダイアン・ノイスが執り成したことで、ハイウェイのみが危険人物とされたため粛清は免れている。そのため、功績の割には昇進が遅い。その後もグリフォン隊で任務をこなし続け、ジャブローでMSを自爆し核爆発を起こすことで深刻なダメージを与える「コウノトリ作戦」を立案する。潜入したミリア達の情報をもとにジャブローへ突入を試みてチェイスと戦闘となる。チェイスのレッドライダーを機能停止まで追い込むも、ハイウェイの搭乗するガンタンクの捨て身の特攻を受け、共に果てる。搭乗機はズゴックおよび特務仕様のゾゴック。
ミリア・シェル
コウノトリ作戦で連邦兵に偽装しジャブローに潜入した3人のスパイの1人。コードネームは「白鳥」。マクシミリアンの実子であり、チェイスの後輩。工作員としての訓練でチェイスと知り合いひそかに好意を寄せるも表向きの亡命理由によって憎んでいた。ジャブローのマップデータを手に入れるための時間稼ぎにチェイスの部屋からウイルスを流す。しかし、その際、端末に書き込まれていた手記からチェイスは隊やジオンを裏切った訳ではないことを知る。
二律背反な感情に苦しむが、共に潜入した仲間のためにも任務達成を優先することを選びチェイスと対峙するも、最後までチェイスを撃つことができず、エルザを狙う振りをしてチェイスに撃たれる。自身の生還はできなかったものの、ジャブロー内のマップはマクシミリアンに送り届けられた。
ガーランド
グリフォン隊のパイロットでチェイスの元同僚。チェイスのジオン脱走の理由をクーデター画策と爆破テロの実行犯と聞かされていたため、チェイスのことを連邦に降った裏切り者の犬と軽蔑し憎んでいた。戦いの中でチェイスの意識が誇り高いジオン兵のままであること、脱走の理由が単なる裏切りでないことに気づくも、マクシミリアンをジャブローに潜入させるためにレッドライダーと一騎打ちを行い敗れる。散り際にチェイスへ友人と認めつつ別れを告げた。搭乗機はゴッグ、ズゴック。
ブライアン、シェパード
グリフォン隊のパイロット。両名共にチェイス脱走後に入隊したためチェイスとは面識がない。ブライアンはコウノトリ作戦のスパイ潜入ミッションでの支援時にレッドライダーに撃破され、シェパードはコウノトリ作戦に従事しマクシミリアンとともにジャブローに潜入してチェイスと戦闘になるもコンビネーションの隙を突かれてレッドライダーのトラップにかかり撃破される。搭乗機はブライアンがゴッグ、シェパードがズゴック。

#### 狩人部隊
ルウム戦役時に月近郊宙域で作戦行動を行っていた部隊。ハイウェイとチェイスが亡命を企てたことで追撃命令を受ける。「ウサギを口に銜えた黒い狼」を部隊エンブレムとする。
ヴォルフガング
『機動戦士ガンダム 黒衣の狩人』の主人公。
狩人部隊の隊長。チェイス同様に開戦前からのMS開発パイロットであり、チェイスの教官も務めていた。MS操縦技量においては、近接戦闘で勝り、中距離戦闘でも互角とチェイスの上を行く。右手にザク・マシンガン、左手にヒートホークを携える戦闘技法を編み出し、得意としている。
自身の指導についてきたチェイスを気に入り、自身の相棒・バディ役として引き抜こうとした。

### 民間人
ウォルター
ロッコの息子。コロニー育ちで地球に馴染めず、同じ居住地に住む子たちには「ジオン」といじめられていた。父の戦死を知るが、チェイスに励まされ「多くの連邦兵を救ったパパはヒーローなんだ」といじめっ子に立ち向かった。チェイスが聞いた話では近々弟か妹が生まれるとのこと。

## 登場兵器
地球連邦軍
- RX-80RR レッドライダー
- RGM-79 ジム
- RB-79 ボール
- M61 61式戦車
- ワッパ

ジオン公国軍
- MS-05B ザクI
- MS-06F ザクII F型
- MS-06J ザクII J型
- MS-07B グフ
- MS-09 ドム
- MS-09F/TROP ドム・トローペン
- MS-09RS リック・ドム（RS型）
- MS-10 ペズン・ドワッジ
- MSM-03 ゴッグ
- MSM-07 ズゴック
- MSM-08 ゾゴック

## 書誌情報
- 万乗大智（漫画）・矢立肇、富野由悠季（原作）『機動戦士ガンダム アグレッサー』 小学館〈少年サンデーコミックススペシャル〉、既刊21巻（2025年2月28日現在）
  1. 2015年2月18日発売[8]、ISBN 978-4-09-125756-7
  2. 2015年7月17日発売[9]、ISBN 978-4-09-126258-5
  3. 2015年12月18日発売[10]、ISBN 978-4-09-126647-7
  4. 2016年5月18日発売[11]、ISBN 978-4-09-127087-0
  5. 2016年11月18日発売[12]、ISBN 978-4-09-127399-4
  6. 2017年5月18日発売[13]、ISBN 978-4-09-127399-4
  7. 2017年10月18日発売[14]、ISBN 978-4-09-128009-1
  8. 2018年2月28日発売[15]、ISBN 978-4-09-128200-2
  9. 2018年7月30日発売[16]、ISBN 978-4-09-128447-1
  10. 2019年4月26日発売[17]、ISBN 978-4-09-129225-4
  11. 2019年8月30日発売[18]、ISBN 978-4-09-129406-7
  12. 2020年2月28日発売[19]、ISBN 978-4-09-850028-4
  13. 2020年9月30日発売[20]、ISBN 978-4-09-850217-2
  14. 2020年9月30日発売[21]、ISBN 978-4-09-850218-9
  15. 2021年9月30日発売[22]、ISBN 978-4-09-850716-0
  16. 2022年9月30日発売[23]、ISBN 978-4-09-851247-8
  17. 2023年2月28日発売[24]、ISBN 978-4-09-851547-9
  18. 2023年8月30日発売[25]、ISBN 978-4-09-852085-5
  19. 2024年2月29日発売[26]、ISBN 978-4-09-853108-0
  20. 2024年7月30日発売[27]、ISBN 978-4-09-853458-6
  21. 2025年2月28日発売[28]、ISBN 978-4-09-853829-4